# Everything Is Healing Nicely
Az Everything Is Healing Nicely Frank Zappa posztumusz kiadású, 1999-ben megjelent CD-je. A lemezen az Ensemble Modernnel a Yellow Sharkot megelőző próbaidőszakon, 1991-ben és 92-ben készült felvételek hallhatóak.
A lemez borítóját Christopher Mark Brennan készítette, aki később a Wazoo albumét is.

## A lemez számai
1. "Library Card" – 7:42
2. "This Is a Test" – 1:35
3. "Jolly Good Fellow" – 4:34
4. "Roland's Big Event/Strat Vindaloo" – 5:56
5. "Master Ringo" – 3:35
6. "T'Mershi Duween" – 2:30
7. "Nap Time" – 8:02
8. "9/8 Objects" – 3:06
9. "Naked City" – 8:42
10. "Whitey (Prototype)" – 1:12
11. "Amnerika Goes Home" – 3:00
12. "None of the Above (Revised & Previsited)" – 8:38
13. "Wonderful Tattoo!" – 10:01

## Külső hivatkozások
- Szövegek és információk – az Information is Not Knowledge honlapon
- A kiadás részletei a Zappa Patio honlapon
- Everything Is Healing Nicely – a lemez fülszövege angolul
- Everything Is Healing Nicely – a lemez fülszövege (magyar fordítás, zappa.hu)